# Cyphelium lecideinum
Cyphelium lecideinum är en lavart som först beskrevs av William Nylander och fick sitt nu gällande namn av Vittore Benedetto Antonio Trevisan de Saint-Léon. 
Cyphelium lecideinum ingår i släktet Cyphelium och familjen Physciaceae. Inga underarter finns listade i Catalogue of Life.